# Hummin'
Hummin' è un album discografico di Nat Adderley, pubblicato dalla Little David Records nel novembre del 1976 (anno riportato sul vinile originale, anche se alcune fonti datano la pubblicazione del disco nel gennaio del 1977).

## Tracce
Lato A
1. Hummin' – 5:20 (Nat Adderley)
2. Midnight Over Memphis – 5:06 (John Stubberfield)
3. The Traveler – 3:55 (Nat Adderley, Julian Adderley, Diane Lampert)
4. Theme from M*A*S*H – 6:07 (Johnny Mandel, Mike Altman)

Durata totale: 20:28
Lato B
1. Listen to the Train – 6:55 (Onaje Allen Gumbs)
2. Amor soñador – 7:00 (John Stubberfield)
3. Valerie – 8:00 (Nat Adderley Jr.)

Durata totale: 21:55

## Musicisti
- Nat Adderley - cornetta
- John Stubberfield - strumenti a fiato (sassofono soprano, sassofono alto, flauto)
- Onaje Allen Gumbs - pianoforte
- Onaje Allen Gumbs - arrangiamenti cori (brano: Midnight Over Memphis)
- Fernando Gumbs - basso
- Ira Buddy Williams - batteria
- Victor See Yuen - percussioni
- Nat Adderley Jr. - cori, arrangiamenti cori (brani: Midnight Over Memphis e Valerie)
- Alfa Anderson - cori
- Renee Manning - cori